# Florian Angot
Pour les articles homonymes, voir Angot.
Florian Angot est un cavalier de saut d'obstacles membre de l'équipe de France né le 7 mai 1973 à  Saint-Lô (France).
Né dans le monde du cheval, Florian Angot fait partie d'une famille d'éleveurs et de cavaliers de haut niveau. Ses trois frères sont Grégory, Cédric et Reynald. Il a fait partie de l'équipe de France aux Jeux olympiques d'été de 2004 avec sa belle-sœur Eugénie Angot.

## Palmarès
- 1991 : médaille d'or en individuel et médaille de bronze par équipe aux championnats d'Europe junior à Bourg-en-Bresse en France avec Narcos II.
- 1992 : médaille de bronze par équipe aux championnats d'Europe jeunes cavaliers à Sanremo en Italie avec Narcos II.
- 2001 : médaille de bronze au Championnat de France et gagnant du Championnat de France des 7 ans.
  - 27 classements en Grand Prix nationaux & internationaux
- 2002 : 3 victoires en CSI A à Great Liegs en Angleterre avec First de Launay*HN
  - 1er du Grand Prix de Ste Mère Église avec First de Launay*HN.
  - Vainqueur du Jump’Manche.
  - 21 classements en Grand Prix nationaux & internationaux
- 2003 : membre de l'équipe vainqueur de la Samsung Super League avec First de Launay*HN.
  - 1er du Grand Prix CSI **** de Madrid en Espagne avec First de Launay*HN.
  - 1er du Grand Prix de Ste Mère Église avec First de Launay*HN
  - 4e de la coupe des Nations à Lisbonne au Portugal avec First de Launay*HN
  - 4e du Championnat de France avec First de Launay*HN
  - 1er de la coupe des Nations à Dublin en Irlande avec First de Launay*HN
  - 1 victoire CSI O ***** à Calgary au Canada avec First de Launay*HN
  - 17 classements en Grand Prix nationaux et internationaux
- 2004 : finaliste en individuel aux Jeux olympiques d'Athènes avec First de Launay*HN.
  - 1er du Grand Prix de Franconville avec First de Launay*HN
  - 1er du Grand Prix CSI *** de Caen avec First de Launay*HN
  - 1er du Grand Prix de Ste Mère Église avec First de Launay*HN
  - 3e de la Coupe des Nations à Aix la Chapelle avec First de Launay*HN
  - 2e de la Coupe des Nations à Lucerne avec First de Launay*HN
  - 2e de la Coupe des Nations CSI O de la Baule avec First de Launay*HN
  - 17 classements en Grand Prix nationaux & internationaux.
- 2005 : 6e du Grand Prix CSI W de Bercy avec First de Launay*HN
  - 2e de la Coupe des Nations à Aix la Chapelle .avec First de Launay*HN
  - 1er du Grand Prix CSI**** du salon du Cheval à Paris avec First de Launay*HN
  - 19 classements en Grand Prix nationaux & internationaux.
- 2006 : Gagnant de la Coupe des Nations de Gijon en Espagne avec First de Launay*HN
  - Sélectionné aux Championnats du Monde d’Aix la Chapelle en Allemagne
  - 12 classements en Grand Prix nationaux & internationaux
- 2007 : 9e en individuel aux Championnats d'Europe de Mannheim en Allemagne avec First de Launay*HN
  - 1er du Grand Prix CSI *** de Caen avec First de Launay*HN
  - 16 classements en Grand Prix nationaux & internationaux
- 2008 : Gagnant du Grand National de Deauville avec Ilvien des Mielles.
  - 2e de la Coupe des Nations CSIO***** à Lummen en Belgique avec First de Launay*HN
  - 1er de la coupe des Nations à Prague avec First de Launay*HN
  - 18 classements en Grand Prix nationaux & internationaux
- 2009 : Gagnant du Grand Prix de Deauville avec Made in Sémilly
- 2010 : Gagnant du Grand Prix CSI **** de Caen avec Made in Sémilly
  - 11 classements en Grand Prix nationaux & internationaux
- 2011 :  Gagnant  du Grand National par équipe au côté de Patrice Delaveau (TEAM Equip'Horse)
  - 14 classements en Grand Prix nationaux & internationaux
- 2012 : Gagnant  du Grand National par équipe au côté de Patrice Delaveau
  - 9 classements en Grand Prix nationaux & internationaux